# František Gellner
František Gellner (ur. 19 czerwca 1881 w Mladej Boleslavi, zm. 1914 na froncie galicyjskim) – czeski poeta oraz anarchista.

## Życiorys
Był związany z ugrupowaniem zwanym Anarchistyczni Burzyciele i cyganerią, współpracował z lewicowymi czasopismami i wydawnictwami. Jego wiersze miały kształt kabaretowego kupletu lub pospolitej piosenki i szokowały ówczesną mieszczańską opinię wulgaryzmami, „językiem ulicy”, negowaniem wszelkich wartości i cynizmem, z jakim traktował przeżycia erotyczne. W wierszach tych ukazywał osamotnienie i tragiczne poczucie pustki młodego człowieka.
Jest autorem zbiorów Po nás ať přijde potopa! (1905), Radosti života (1903), Nové verše (1919, przekład polski w antologii Czescy symboliści, dekadenci, anarchiści przełomu XIX i XX wieku z 1983), a także wierszy satyrycznych i opowiadań, głównie opisujących środowiska studenckie, artystyczne i żydowskie (Cesta de hor a jiné povídky z 1914).
Zmobilizowany po wybuchu I wojny światowej do armii austriackiej, zginął na froncie w Galicji.